# Campeonato Europeo de Rugby League División B
El Campeonato Europeo de Rugby League División B es un torneo de rugby league en el que participan selecciones europeas, es regulado por la Rugby League Federación Europea.
Es la segunda categoría del rugby league europeo debajo del Campeonato Europeo de Rugby League.

## Participantes

### 2025
- Malta
- Países Bajos
- Serbia

## Campeonatos
| Edición     | Año     | Campeón  | 2º puesto       | 3º puesto       | 4º puesto |
| ----------- | ------- | -------- | --------------- | --------------- | --------- |
| I           | 2006    | Alemania | Austria         | Estonia         |           |
| II          | 2007    | Serbia   | Alemania        | República Checa |           |
| III         | 2008    | Italia   | Alemania        | República Checa |           |
| IV          | 2009    | Italia   | República Checa | Alemania        |           |
| V Oriente   | 2010    | Rusia    | Ucrania         | Letonia         |           |
| V Occidente | 2010    | Serbia   | Alemania        | República Checa |           |
| VI          | 2011    | Alemania | Malta           | Noruega         |           |
| VII         | 2012/13 | Rusia    | Italia          | Serbia          | Alemania  |
| VIII        | 2014/15 | Serbia   | Rusia           | Italia          | Ucrania   |
| IX          | 2018    | Rusia    | España          | Serbia          |           |
| X           | 2021    | Serbia   | Ucrania         | Rusia           |           |
| XI          | 2025    |          |                 |                 |           |

## Posiciones
- Número de veces que los equipos ocuparon cada posición en todas las ediciones.

| Equipo          | Campeón | 2º puesto |
| --------------- | ------- | --------- |
| Serbia          | 4       |           |
| Rusia           | 3       | 1         |
| Alemania        | 2       | 3         |
| Italia          | 2       | 1         |
| Ucrania         |         | 2         |
| Austria         |         | 1         |
| República Checa |         | 1         |
| Malta           |         | 1         |
| España          |         | 1         |